# Élections législatives bissau-guinéennes de 1994
Les élections législatives bissau-guinéennes de 1994 a lieu le 3 juillet en Guinée-Bissau afin de renouveler pour cinq ans les membres de l'Assemblée populaire nationale.
Les élections sont organisées en même temps que le premier tour de l'élection présidentielle. Il s'agit des premières élections multipartites depuis l'indépendance. 
Le scrutin voit la victoire du Parti africain pour l'indépendance de la Guinée et du Cap-Vert (PAIGC), au pouvoir. L'ancien parti unique remporte 62 sièges sur 100.

## Campagne
Un total de 1 136 candidats se présentent pour 100 sièges à pourvoir

## Résultats
| Partis                    | Partis                                                                 | Voix    | %     | Sièges |  |
| ------------------------- | ---------------------------------------------------------------------- | ------- | ----- | ------ |  |
|                           | Parti africain pour l'indépendance de la Guinée et du Cap-Vert (PAIGC) | 134 982 | 46,39 | 62     |  |
|                           | Résistance de la Guinée-Bissau-Mouvement Bafatá ( RGB-MB)              | 57 566  | 19,78 | 19     |  |
|                           | Union pour le changement                                               | 36 797  | 12,65 | 6      |  |
|                           | Parti du renouveau social                                              | 29 957  | 10,30 | 12     |  |
|                           | Democratic Convergence Party (Guinea-Bissau) (en)                      | 15 411  | 5,30  | 0      |  |
|                           | Parti social-démocrate uni (PUSD)                                      | 8 286   | 2,85  | 0      |  |
|                           | Front de lutte pour l'indépendance nationale de la Guinée              | 7 475   | 2,57  | 1      |  |
|                           | Forum Civique Guinéen-Démocratie Sociale (en)                          | 494     | 0,17  | 0      |  |
|                           |                                                                        |         |       |        |  |
| Suffrages exprimés        | Suffrages exprimés                                                     | 290 968 | 81,73 |        |  |
| Votes blancs et invalides | Votes blancs et invalides                                              | 65 024  | 18,27 |        |  |
| Total                     | Total                                                                  | 355 992 | 100   | 100    |  |
| Abstention                | Abstention                                                             | 44 425  | 11,09 |        |  |
| Inscrits / participation  | Inscrits / participation                                               | 400 417 | 88,91 |        |  |